# 斯洛維尼亞政治
;)
斯洛維尼亞是一個民主的議會制共和國。總統是斯洛維尼亞的國家元首。斯洛維尼亞總理是斯洛維尼亞的政府首腦，行政權由斯洛維尼亞政府所有。立法權則大部分由議會所有。司法機構獨立於立法機構和行政機構。在1998年至2002年期間，斯洛維尼亞曾是聯合國安理會的非常任理事國。